# گرنبلین
گرنبلین (به لهستانی:  Gręblin) یک روستا در لهستان است که در گمینا پلپلین واقع شده‌است. گرنبلین ۵۲۰ نفر جمعیت دارد.